# Хэскин, Байрон
Ба́йрон Хэскин (полное имя — Байрон Конрад Хэскин, англ. Byron Conrad Haskin; 22 апреля 1899 года — 16 апреля 1984 года) — американский оператор, создатель спецэффектов и режиссёр кино и телевидения 1920-60-х годов.
В 1937—1945 годах был главой департамента спецэффектов студии «Уорнер бразерс», и как разработчик спецэффектов был четырежды номинирован на Оскар за фильмы «Частная жизнь Елизаветы и Эссекса» (1939), «Морской ястреб» (1940), «Морской волк» (1941) и «Отчаянное путешествие» (1942).
К наиболее значимым работам Хэскина как режиссёра относятся фильмы нуар «Я всегда одинок» (1948) и «Слишком поздно для слёз» (1949). В 1950-е годы Хэскин поставил несколько популярных фантастических фильмов, наиболее известный среди которых «Война миров» (1953).
Как отметил историк кино Билл Уоррен, Байрон Хэскин никогда не был «актёрским режиссёром», но его умение работать с роботами, пришельцами и насекомыми-мутантами было непревзойдённым.

## Биография

### Ранние годы
Родился 22 апреля 1899 года в Портленде (штат Орегон). Получил образование в Калифорнийском университете в Беркли, во время Первой мировой войны служил кадетом в военно-морской авиации. После завершения воинской службы Хэскин работал карикатуристом и рекламистом, а 1920 году перешёл в киноиндустрию в качестве оператора кинохроники.

### Операторская и режиссёрская карьера: 1920-е годы
В 1922 году дебютировал на студии «Уорнер бразерс» как оператор немого фильма «Разорванные цепи», а в 1928 году снял свой первый звуковой фильм «Пойманные в тумане». Всего в качестве оператора Хэскин снял 33 фильма, последний из них — в 1937 году. К числу его наиболее заметных операторских работ относятся социальные драмы «Пока земля вращается» (1934), «Боковые улочки» (1934) и «Чёрная ярость» (1935).
В 1927 году стал работать также как режиссёр, поставив в течение года четыре немых фильма, в основном, это были малозначимые комедийные мелодрамы — «Гинзбург великий», «Девушки утренника» и «Ирландские сердца». После этих работ Хэскин вернулся к режиссуре только в 1948 году.
В 1929-32 годах работал в Британии руководителем производства и техническим советником британской киноиндустрии.

### Разработка спецэффектов: 1932—1944 годы
Ещё в эпоху немого кино начал заниматься разработкой спецэффектов и развитием технологий, которые в конечном итоге принесли в киноиндустрию звук. С появлением звукового кино, занялся разработкой более эффективных средств приспособления новых технологий звука. По возвращении в Голливуд он подписал контракт с департаментом специальных эффектов «Уорнер бразерс», а в 1937-45 годах работал его руководителем. На этом этапе своей карьеры Хэскин был четыре раза номинирован на Оскар за лучшие спецэффекты за свою работу в следующих фильмах: историческая драма «Частная жизнь Елизаветы и Эссекса» (1939), исторический приключенческий фильм «Морской ястреб» (1940), приключенческая драма Майкла Кёртиса «Морской волк» (1941) и военная драма Рауля Уолша «Отчаянное путешествие» (1942).

### Режиссёрская карьера: 1945—1968 годы
В 1945 году, когда исполнительный продюсер студии «Уорнер бразерс» Холл Уоллис перешёл на «Парамаунт», он забрал Хэскина с собой.
На новой студии возобновил режиссёрскую карьеру (и дебютировал в качестве режиссёра звукового кино) с фильмом нуар «Я всегда одинок» (1947). Этот фильм с участием Берта Ланкастера и Кирка Дугласа рассказывал о близком партнёрстве двух друзей-бутлеггеров, которые после 14 лет разлуки превращается в смертельную вражду между ними. В 1949 году Хэскин поставил один из лучших своих фильмов, «отличный маленький нуар» «Слишком поздно для слёз», в котором, как и в предыдущей картине главные женские роли исполнили Лизбет Скотт и Кристин Миллер.
Снятый на натуре приключенческий фильм «Кумаонский людоед» (1948) был посвящён охоте на тигра-людоеда, терроризирующего местных жителей в индийских Гималаях.
После этого вновь отправился в Англию, где поставил первый художественный фильм студии Уолта Диснея — «Остров сокровищ» (1950) с Робертом Ньютоном в главной роли. В 1954 году Хэскин снова снял Ньютона в продолжении этого фильма — «Долговязый Джон Сильвер» (1954), а затем в 1955 году поставил двухсерийный телевизионный фильм «Остров сокровищ».
Приключенческий экшн «Тарзан в опасности» (1951) был первым из серии фильмов о Тарзане, который был снят, хотя только частично, на натуре в Африке. В 1951-52 годах Хэскин поставил три проходных вестерна с участием Эдмонда О’Брайена в главной роли — «Тропа войны» (1951), «Серебряный город» (1951) и «Дэнвер и Рио Гранде» (1952).
После этого начал длительное и успешное сотрудничество с продюсером Джорджем Пэлом, «для которого снял, наверное, свой самый известный фильм, классику фантастики „Война миров“»(1953). Фильм поставлен по мотивам романа Герберта Уэллса, действие которого перенесено в США 1950-х годов с характерными для того времени темами ядерного оружия и противостояния двух политических систем, кроме того, фильм отличала ярко выраженная религиозная направленность. Критики отмечали, что качество сценария и актёрская игра не вышли за рамки стандартных клише голливудских картин, при этом «пришельцы и спецэффекты затмили собой диалоги». Большая часть бюджета фильма ушла на спецэффекты, что со временем стало характерной чертой фантастических блокбастеров. Наряду с такими картинами, как «Нечто из иного мира» (1951), «День, когда остановилась Земля» (1951) и «Они!» (1954), фильм «Война миров» стал этапным в развитии научно-фантастического кино.
После этого в сотрудничестве с Пэлом Хэскин поставил приключенческий фильм «Обнажённые джунгли» (1954), а также фантастические фильмы «Покорение космоса» (1955) и «Власть» (1968).
Приключенческий триллер «Обнажённые джунгли» (1954) с Чарльтоном Хестоном рассказывал о нападении полчищ муравьёв на кофейную плантацию в Африке. Действие приключенческой драмы «Хозяин острова О'Киф» (1954) происходило на островах в южных тихоокеанских широтах, где главный герой (Берт Ланкастер) пытается наладить производство копры и отношения с местными жителями.
Фильм «Покорение космоса» (1955) стал не самой убедительной попыткой на основе существующих научных знаний своего времени максимально правдоподобно представить полёт космического корабля на Марс и затем попытку экипажа вернуться назад. В фильме затрагивались религиозные и психологические аспекты вторжения людей в космическое пространство.
Политическая драма «Босс» (1956) с участием Джона Пейна была довольно неожиданной для карьеры Хэскина политической драмой, посвящённой теме борьбы за власть в одном из американских штатов после Первой мировой войны.
Фантастический фильм «С Земли на Луну» (1958) с участием Джозефа Коттена и Джорджа Сэндерса был поставлен по роману Жюля Верна. Действие фильма происходит в США в 1860-е годы и связано с организацией полёта на Луну после серии революционных научно-фантастических открытий, фильм вновь затрагивает религиозные аспекты освоения космоса.
В дальнейшем Хэскин поставил серию приключенческих фильмов для семейного просмотра, среди них «Маленький дикарь» (1959), «Капитан Синдбад» (1963) и «Робинзон Крузо на Марсе» (1964). Последний фильм, переносящий приключения из книги Даниеля Дефо на Марс, выглядит довольно наивным и отсталым в научном плане, тем не менее он «приобрёл культовый характер». Последним фильмом Хэскина стал фантастический криминальный триллер «Власть» (1968) о борьбе учёного с обладающим телекинезом таинственным убийцей.
Начиная с 1957 года, Хэскин стал работать на телевидении, где его лучшими режиссёрскими работами стали шесть высоко оценённых фильмов научно-фантастического сериала «За гранью возможного» (1963-64).
Хэскин умер 16 апреля 1984 года в Монтечито, за шесть дней до своего 85 дня рождения.

## Избранная фильмография

### Режиссёрские работы
- 1927 — Гинсберг великий / Ginsberg the Great
- 1927 — Ирландские сердца / Irish Hearts
- 1927 — Девушки на утреннике / Matinee Ladies
- 1927 — Сирена / The Siren
- 1948 — Я всегда одинок / I Walk Alone
- 1948 — Кумаонский людоед / Man-Eater of Kumaon
- 1949 — Слишком поздно для слёз / Too Late for Tears
- 1950 — Остров сокровищ / Treasure Island
- 1951 — Тарзан в опасности / Tarzan’s Peril
- 1951 — Тропа войны / Warpath
- 1951 — Серебряный город / Silver City
- 1952 — Дэнвер и Рио Гранде / Denver and Rio Grande
- 1953 — Война миров / The War of the Worlds
- 1954 — Долговязый Джон Сильвер / Long John Silver
- 1954 — Обнажённые джунгли / The Naked Jungle
- 1954 — Хозяин острова О'Киф / His Majesty O’Keefe
- 1955 — Покорение космоса / Conquest of Space
- 1956 — Первый техасец / The First Texan
- 1956 — Босс / The Boss
- 1958 — С Земли на Луну / From the Earth to the Moon
- 1959 — Маленький дикарь / Little Savage
- 1959 — Самолёт через Атлантику / Jet Over the Atlantic
- 1960 — Буря в сентябре / September Storm
- 1961 — Бронированная команда / Armored Command
- 1963 — Капитан Синдбад / Captain Sindbad
- 1964 — Робинзон Крузо на Марсе / Robinson Crusoe on Mars
- 1968 — Власть / The Power